# Bản tình ca mùa đông
Bản tình ca mùa đông (tiếng Hàn Quốc: 겨울연가) là một bộ phim truyền hình truyền hình Hàn Quốc, ra mắt khán giả vào năm 2002. Đây là bộ phim thứ hai trong bốn bộ phim Tình yêu bốn mùa Phim được quay tại đảo Nami, Chuncheon.

## Nội dung
Câu chuyện bắt đầu khi Kang Joon-sang (Bae Yong-joon), con trai của một nhạc sĩ lỗi lạc, chuyển đến Chuncheon, một thành phố thuộc vùng nông thôn Hàn Quốc. Là một học sinh tài năng xuất chúng, Joon-sang được các bạn học cũng như giáo viên chào đón, nhưng vẫn là một cậu thiếu niên trầm tính, sống nội tâm. Do tin rằng cha ruột của anh đã chết và những bất đồng nghiêm trọng với mẹ anh, Joon-sang tin rằng không ai thực sự yêu thương anh.
Một ngày nọ, trên đường đến trường, bạn cùng lớp của Joon-sang, Jeong Yoo-jin (Choi Ji-woo), khi ngồi cạnh anh trên xe buýt, đã ngủ gục trên vai anh. Sau một vài tuần, cả hai đã tạo nên một tình bạn thân thiết. Một ngày nọ, Jooh-sang thuyết phục Yoo-jin cùng nhau trốn một buổi học.  Trên đường đi, Joon-sang nhanh chóng phải lòng Yoo-jin, người đã mở rộng trái tim ngây thơ của mình với anh.
Một ngày tình cờ, khi Joon-sang đến chơi nhà Yoo-jin, anh bắt gặp một bức ảnh trong album ảnh gia đình. Tuy nhiên, tình yêu của đôi bạn trẻ bị cắt đứt sau khi Joon-sang bị thương nặng trong một vụ tai nạn xe hơi và do tổn thương não, anh bị mất trí nhớ, không thể nhớ bất cứ điều gì trước khi tai nạn xảy ra.
Mẹ của Joon-sang, khao khát tình yêu và sự tôn trọng từ con trai, đã để một nhà thôi miên tác động lên con mình với hy vọng xóa ký ức của Joon-sang về tuổi thơ đau khổ khi còn là một đứa con ngoài giá thú. Kết quả là, ký ức của Joon-sang trước khi xảy ra vụ tai nạn bị xóa. Mẹ anh quyết định chuyển đến Hoa Kỳ cùng Joon-sang, nơi anh có thể bắt đầu một cuộc sống mới dưới thân phận của Lee Min-hyung. Bạn bè và giáo viên tại trường trung học ở Chuncheon được thông báo rằng Joon-sang đã chết.
Mười năm sau, Min-hyung là một kiến trúc sư từng đoạt giải thưởng ở Hoa Kỳ. Anh ấy không nhớ gì về cuộc sống của mình ở Hàn Quốc. Anh hoàn toàn khác, giờ là một người cởi mở, biết quan tâm đến người khác. Anh ấy trở về Hàn Quốc và Yoo-jin nhìn thấy anh ấy trên đường phố, khiến cô quyết định hoãn đính hôn với người bạn thời thơ ấu của mình là Kim Sang-hyuk (Park Yong-ha).
Cô cũng biết thêm rằng Min-hyung đang hẹn hò với Oh Chae-rin (Park Sol-mi), bạn cùng lớp thời trung học và cũng là đối thủ trong quá khứ. Cốt truyện dài thêm khi công ty thiết kế nội thất của Yoo-jin được công ty kiến trúc của Min-hyung trao một dự án và phải làm việc với Min-hyung. Yoo-jin đôi khi tự hỏi liệu anh ấy có phải là Joon-sang, mối tình đầu được cho là đã chết của cô hay không.
Sau vài tháng, Min-hyung cũng dần có tình cảm với Yoo-jin, khiến Chae-rin tức giận. Chae-rin coi Yoo-jin như vật cản trở và cố gắng thu hút sự chú ý của Min-hyung về mình bằng cách nói dối về Yoo-jin. Tuy nhiên, kế hoạch của cô ấy bị bại lộ khi Min-hyung tình cờ nghe được cuộc trò chuyện giữa Chae-rin và Jin-sook.

## Bảng phân vai
| Vai                                    | Diễn viên      |
| -------------------------------------- | -------------- |
| Kang Joon-sang / Lee Min-hyung         | Bae Yong-jun   |
| Jung Yu-jin                            | Choi Ji-woo    |
| Kim Sang-hyuk                          | Park Yong-ha   |
| Oh Chae-rin                            | Park Sol-mi    |
| Kong Jin-suk - bạn thân của Yu-jin     | Lee Hye-eun    |
| Kwon Yong-kuk - bạn cùng lớp           | Ryu Seung-soo  |
| Kang Mi-hee - mẹ của Joon-sang         | Song Ok-sook   |
| Jung Hyun-soo - bố của Yu-jin          | Ha Jae-young   |
| Mẹ của Yu-jin                          | Kim Hae-sook   |
| Giáo sư Kim Jin-woo - bố của Sang-hyuk | Jung Dong-hwan |
| Mẹ của Sang-hyuk                       | Lee Hyo-chun   |

## Nhạc phim
Album nhạc phim: Endless Love
1. 처음부터 지금까지 Cheoeumbuteo Jigeumkkaji (From the Beginning Until Now) - Ryu (류) biểu diễn
2. "My Memory"- Ryu biểu diễn
3. 처음 Cheoeum (First Time)
4. 그대만이 Geudaeman'i (Only You) - Ryu biểu diễn
5. 처음부터 지금까지 Cheoeumbuteo Jigeumkkaji (From the Beginning Until Now) - nhạc hòa tấu
6. "My Memory"- bản dương cầm và vĩ cầm
7. 보낼 수 없는 사랑 Ponael Su Eobsneun Sarang (The Love I Can Not Send) - Seon (선) biểu diễn
8. 시작 Shijak (The Beginning)
9. 그대만이 Geudaeman'i (Only You) - bản dương cầm và vĩ cầm
10. "My Memory"- bản dương cầm
11. 잊지마 Itjima (Don't Forget) - Ryu biểu diễn
12. 기억속으로 Gieoksog'euro (Inside the Memories)
13. 연인 Yeon'in (Lover) - Ryu biểu diễn
14. 제비꽃 Jebikkoch (Violet) - Ryu biểu diễn
15. 그대만이 Geudaeman'i (Only You) - bản dương cầm
16. 처음 Cheoeum (First Time) - bản dương cầm
17. 제비꽃 Jebikkoch (Violet) - nhạc hòa tấu

## Phát sóng

### Việt Nam
Ở Việt Nam, kênh HTV7 đã được phát sóng phim này với tựa đề "Chuyện tình mùa đông". Tại Việt Nam, phim được TVM Corp. mua bản quyền và phát sóng trên kênh HTV3 và dự kiến sẽ ra mắt vào đầu năm 2012, tuy nhiên do HTV3 vẫn chưa hoàn thành giấy phép nâng cấp kênh nên bộ phim này đã bị ngưng phát sóng vô thời hạn.
Bài hát "From the beginning until now" đã được ca sĩ Minh Quân thể hiện với tên tiếng Việt là Bản tình ca mùa đông, cũng đã có phiên bản hát nhép phát sóng trong Gala Cười của VTV3 với diễn xuất của NSND Công Lý và cố NSƯT Phạm Bằng. Phiên bản khác của ca khúc này có tựa đề là Chuyện tình mùa đông, do ca sĩ Quang Dũng thể hiện.